# Grootstedelijke wegen in Frankrijk

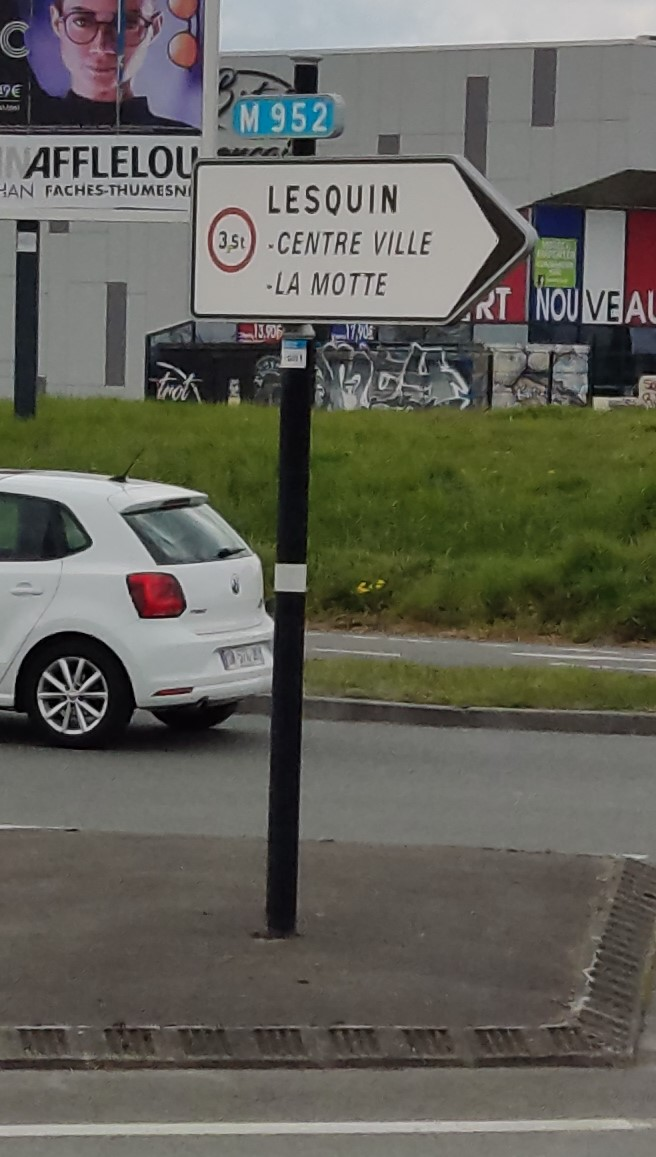
Wegwijzer met aanduiding M 952 in Lesquin, Métropole européenne de Lille

De grootstedelijke wegen in Frankrijk (Frans: routes métropolitaines, of metropolitane wegen) zijn openbare wegen in Frankrijk in beheer van een metropool, de intercommunales rond de grootste Franse steden.
De eerste grootstedelijke wegen verschenen in 2012 rond Nice, in de Métropole Nice Côte d'Azur. In de verdere jaren 2010 werden ook in de andere Franse metropolen grootstedelijke wegen geïntroduceerd. In enkele metropolen, zoals die van Rijsel, werden de departementale wegen veranderd in grootstedelijke wegen, waarbij het D-nummer van de weg vervangen werd door eenzelfde M-nummer.
In 2018 werden bij ministerieel besluit de nieuwe wegsignalisaties goedgekeurd. Daarin werden officieel de bordjes vastgelegd, met het M-nummer in witte letters op een cyaanblauwe achtergrond, en de afstandspalen in dezelfde kleuren.

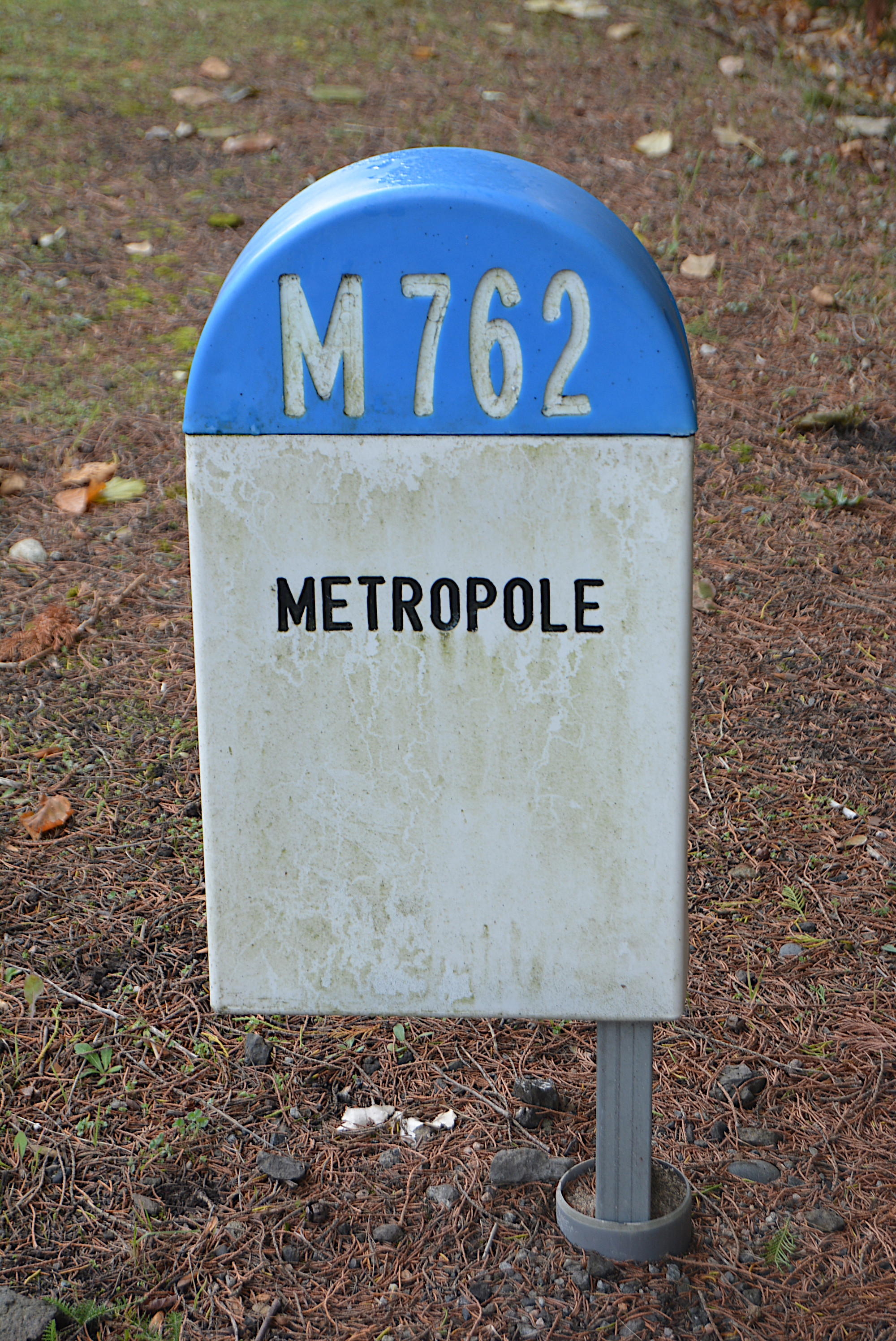
Afstandspaal langs de M 762 in Blanzat, Clermont Auvergne Métropole